# HMS Jervis (F00)

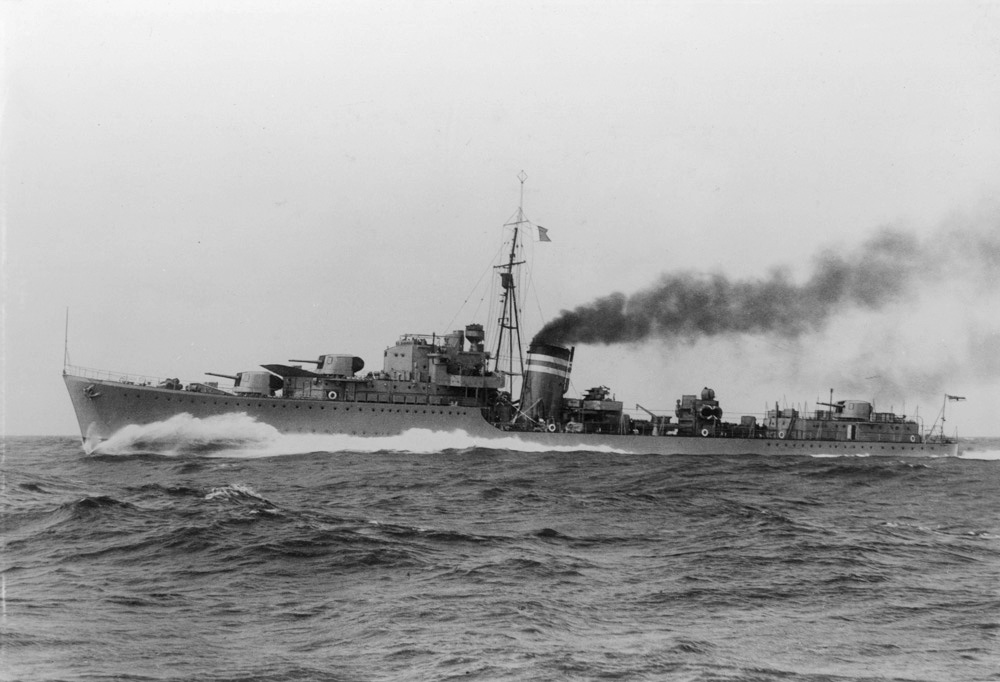
Le HMS Jervis lors de ses essais en mer en 1939.

HMS Jervis (F00) (indicatif G00 à partir de 1940) est un destroyer de la Classe J, K et N de la Royal Navy britannique nommé d'après l'amiral John Jervis, 1er comte de Saint-Vincent (1735-1823). La construction du Jervis au chantier R. and W. Hawthorn, Leslie and Company, Limited, à Hebburn-on-Tyne commence le 26 août 1937. Il est lancé le 9 septembre 1938 et entre en service le 8 mai 1939, quatre mois avant le début de la Seconde Guerre mondiale.
Conçu comme conducteur de flottille des destroyers de classe J, destinés à devenir la 7th Flotilla, il est le sister ship de deux autres destroyers HMS Kelly, le leader de la classe K et le HMAS Napier, leader de la classe N.
Toutefois, malgré des états de services exceptionnels (il prend part à pas moins de 13 combats navals pendant la guerre, n'étant dépassé que par un seul autre bâtiment) il reste pratiquement inconnu, restant à l'ombre de ces célèbres sister-ships.

## Sources et bibliographie
- (en) G.G. Connell, Mediterranean Maelstrom : HMS Jervis and the 14th Flotilla, 1987 (ISBN 0-7183-0643-0)
- (en) Stephen Roskill, The War at Sea 1939-1945, vol. I, 1954
- (en) Stephen Roskill, The War at Sea 1939-1945, vol. II, 1956
- (en) Warlow Ben, Battle Honours of the Royal Navy : Being the officially authorised and complete listing of Battle Honours awarded to Her/His Majesty's Ships and Squadrons of the Fleet Air Arm including Honours awarded to Royal Fleet Auxiliary Ships and merchant vessels, Cornouailles, Maritime Books, 2004 (ISBN 1-904459-05-6)